# 油日村
油日村（あぶらひむら）は滋賀県甲賀郡にあった村。現在の甲賀市甲賀町の南西部、杣川の上流域にあたる。

## 地理
- 山岳：油日岳
- 河川：杣川、中川、櫟野川、五反田川、青野川

## 歴史
- 1889年（明治22年）4月1日 - 町村制の施行により、和田村・毛牧村・五反田村・高嶺村・上野村・油日村・田堵野村・滝村の区域をもって発足。
- 1955年（昭和30年）4月1日 - 佐山村・大原村と合併して甲賀町が発足。同日油日村廃止。

## 教育
- 油日村立油日小学校

## 交通

### 鉄道路線
村域を日本国有鉄道の草津線が通過したが、駅は所在しなかった。現在は旧村域に油日駅が所在するが、当時は未開業。